# The Vigilantes Are Coming
The Vigilantes Are Coming é um seriado estadunidense de 1936, gênero Western, dirigido por Ray Taylor e Mack V. Wright, em 12 capítulos, estrelado por Robert Livingston, Kay Hughes, Guinn 'Big Boy' Williams e Raymond Hatton. O seriado foi produzido e distribuído pela Republic Pictures, veiculando nos cinemas estadunidenses a partir de 22 de agosto de 1936.
Foi o 3º dos 66 seriados produzidos pela Republic Pictures. Foi filmado entre 28 de maio e 17 de junho de 1936, sob o título The Vigilantes. Nos anos 1950, foi reeditado para 6 capítulos de 26min30s para ser exibido na televisão.

## Sinopse
Após a descoberta de ouro na Califórnia Mexicana em 1844, cossacos russos liderados pelo Conde Ivan Raspinoff, em conluio com o General Jason Burr, tentam invadir a Califórnia e formar ali uma colônia russa, com Burr como ditador. Ao fazer isso, eles colocam escravos para trabalhar nas minas e Burr manda assassinar o irmão e o pai de Don Loring para adquirir suas terras ricas em minério.
Quando Don retorna, tendo sido afastado na época com Salvation, Whipsaw e o Capitão John Fremont, ele assume a identidade mascarada de The Eagle para detê-los e obter sua vingança. Ajudado por um grupo de vigilantes dos rancheiros californianos, luta contra os capangas do General Burr e Raspinoff, enquanto aguarda a chegada das tropas do Capitão Fremont.

## Elenco
- Robert Livingston … Don Loring, o suave organista de Igreja e o vigilante mascarado The Eagle
- Kay Hughes … Doris Colton, filha de John Colton
- Guinn 'Big Boy' Williams … "Salvation", líder dos vigilantes
- Raymond Hatton … "Whipsaw", outro vigilante californiano
- Fred Kohler … General Jason Burr, conspirador com o Conde Raspinoff, com o objetivo de se tornar ditador Supremo da Califórnia Russa
- Robert Warwick … Conde Ivan Raspinoff, emissário do Tzar russo para conquistar a Califórnia Mexicana e reivindicar seu ouro
- William Farnum … Pai Jose, pastor local
- Bob Kortman … Boris Petroff, um Cossaco
- John Merton … Rance Talbot, capanga do General Burr (não-creditado)
- Lloyd Ingraham … John Colton, engenheiro de mineração
- William Desmond … "Anderson"
- Yakima Canutt … "Barsam", capanga do General Burr
- Tracy Layne … Clem Peters
- Bud Pope … "Ivan", um Cossaco
- Steve Clemente … "Pedro", capanga do General Burr
- Bud Osborne … "Harris", capanga do General Burr
- Ray "Crash" Corrigan … Captitão John Charles Fremont
- William Witney … cossaco (não-creditado)
- John B. O'Brien ... Robert Loring (não-creditado)

## Produção
Stedman afirma que The Vigilantes Are Coming foi uma regravação de The Eagle, filme de 1925 estrelado por Rodolfo Valentino. Harmon e Glut expandem essa ideia, afirmando que foi baseado em Zorro e Lone Ranger (que também seriam interpretados por Livingston em produções da Republic, o primeiro em The Bold Caballero, lançado no final de 1936 e o segundo em The Lone Ranger Rides Again lançado em 1939), The Eagle é uma adaptação do romance inacabado Dubrovsky (1841) do escritor russo Alexander Pushkin, nele o cossaco Vladimir Dubrovsky, interpretado por Valentino, assume a identidade de Black Eagle, que não existe no livro, e foi inspirado na interpretação de Douglas Fairbanks como Don Diego/Zorro em The Mark of Zorro (1920). No entanto, não há menção sobre isso na autobiografia William Witney. A semelhança com o Zorro,  levou vários países a chamar o seriado de Zorro: na França virou Zorro l'indomptable, na Alemanha virou Zorro - Der blutrote Adler, na Dinamarca virou Zorro - den blodrøde ørn e na Finlândia virou Zorro - veripunainen kotka.
A Republic Pictures lançou vários seriados inspirados no Zorro: Zorro Rides Again, em 1937; Zorro's Fighting Legion, em 1939; Son of Zorro, em 1947; e Ghost of Zorro, em 1949. Além desses, o seriado Daughter of Don Q apresenta a filha de Don Quantero, um herói parecido com Zorro, o título do seriado é uma referência ao filme Don Q, Son of Zorro de 1925, estrelado por Douglas Fairbanks, o filme é uma sequencia do filme  The Mark of Zorro de 1920 e é levemente baseado no romance de 1909, Don Q.'s Love Story, escrito por Hesketh Hesketh-Prichard sua mãe, Kate O'Brien Ryall Prichard, o personagem do livro, Don Quebranta Huesos era uma espécie de Robin Hood espanhol, Fairbanks interpreta Cesar, o filho de Don Diego Vega, personagem que ele mesmo interpretou no filme de 1920.  O seriado Zorro's Black Whip de 1944 foi estrelado por uma mulher, a The Black Whip interpretada por Linda Stirling e, apesar de levar o nome de Zorro no título, o personagem Zorro não aparece em nenhum momento no seriado e nem ao menos é citado. Os seriados Don Daredevil Rides Again, de 1951, e Man with the Steel Whip, de 1954, utilizaram cenas de arquivo relativas ao herói mascarado.
O seriado foi orçado em $82,616, porém seu custo final foi $87,655. Apesar de ter o orçamento estourado, este foi o seriado mais barato da Republic em 1936, bem como o segundo mais barato de todos. Foi filmado entre 28 de maio e 17 de junho de 1936 , sob o título de trabalho “The Vigilantes”. Foi o seriado de número 418.
Essa foi a primeira vez que William Witney trabalhou em um seriado, embora não como diretor (que seria The Painted Stallion, em 1937). Em The Vigilantes Are Coming, trabalhou como um diretor de segundo unidade, um supervisor de roteiro, e como um ator extra (um cossaco). Este foi o único seriado da Republic a ser produzido naquele ano, 1936 (o primeiro ano de produção serial da Republic), em que a personagem principal não compartilha o nome do ator principal.
Este foi o último filme do ator e diretor John B. O'Brien, que morreu alguns dias antes da estreia, em 15 de agosto de 1936, após uma cirurgia.

## Lançamento

### Cinema
A estreia oficial de The Vigilantes Are Coming' foi em 22 de agosto de 1936, apesar de esta ser considerada a data da liberação do 6º capítulo.

### Televisão
No início dos anos 1950, The Vigilantes Are Coming foi um dos 14 seriados da Republic editados como seriado de televisão, tendo sido veiculado em 6 capítulos de 26½ minutos.

## Capítulos
1. The Eagle Strikes (31 min 24s)
2. Birth of the Vigilantes (20 min 51s)
3. Condemned by Cossacks (18 min 45s)
4. Unholy Gold (16 min 50s)
5. Treachery Unmasked (19 min 4s)
6. A Tyrant's Trickery (17 min 54s)
7. Wings of Doom (17 min 23s)
8. A Treaty with Treason (17 min 18s)
9. Arrow's Flight (17 min 59s)
10. Prison of Flame (18 min 26s)
11. A Race With Death (15 min 37s)
12. Fremont Takes Charge (17 min 45s)

Fonte:

## No Brasil
The Vigilantes Are Coming, sob o título Vigilantes da Lei, foi aprovado pela censura brasileira, de acordo com o Diário Oficial da União, em 20 de agosto de 1937, sendo portanto provável que o seriado tenha estreado em 1937.